# Cantó de Villeurbanne-Sud
El cantó de Villeurbanne-Sud és un antic cantó francès del departament del Roine, situat al districte de Lió. Compta amb part del municipi de Villeurbanne.

## Municipis
- Villeurbanne

| Data d'elecció                           | Identitat           | Partit                    | Qualitat |
| ---------------------------------------- | ------------------- | ------------------------- | -------- |
| 1945-1961                                | Marcel Dutartre     | PCF                       |          |
| 1961-1979                                | Étienne Gagnaire    | SFIO, després MDSF        |          |
| 1979-1990                                | Jean-Jack Queyranne | PS                        |          |
| 1990-2002                                | Nathalie Gautier    | PS                        |          |
| 2002-2004                                | Daniel Rendu        | UMP                       |          |
| 2004-2011                                | Lilian Zanchi       | PS, després Divers gauche |          |
| 2011-2014                                | Claire Le Franc     | PS                        |          |
| les dades anteriors no són pas conegudes |                     |                           |          |